# Assemblée provinciale de la Mongala
Bureau définitif
Lisala
L'Assemblée Provinciale de la Mongala est l’organe délibérant de la province de la Mongala, en République démocratique du Congo (RDC). Elle joue un rôle essentiel dans la gouvernance provinciale, en veillant à la législation, à la surveillance de l'exécutif provincial et à la représentation des citoyens de la province.

## Historique
L'assemblée provinciale de la Mongala a été créée dans le cadre de la décentralisation en RDC, instaurée par la Constitution de 2006. Cette décentralisation visait à renforcer l'autonomie des provinces et à rapprocher l'administration des citoyens. La province de la Mongala, issue du découpage territorial de 2015, a établi son assemblée provinciale peu après sa création officielle.

### Siège
Le siège de l’assemblée provinciale de la Mongala est située à Lisala, chef-lieu de la province. Le bâtiment abritant l’assemblée reflète l’importance institutionnelle de cet organe dans la gouvernance provinciale. Cependant, des défis infrastructurels persistent, affectant parfois la tenue des sessions dans des conditions optimales,.

## Corps et structure
L’assemblée provinciale de la Mongala est constituée de membres élus et d’un bureau dirigeant, appuyés par plusieurs commissions permanentes qui facilitent la gestion des dossiers spécifiques.

### Membres
L’assemblée est composée de députés provinciaux élus lors des élections provinciales. Ces membres représentent les différentes circonscriptions électorales de la province et jouent un rôle dans la défense des intérêts locaux.

### Bureau de l'assemblée
Le bureau de l’assemblée provinciale est l’organe dirigeant de l’institution. Il est composé du président,, du vice-président, du rapporteur, du rapporteur adjoint et du questeur. Ce bureau est chargé d’organiser et de superviser les travaux de l’assemblée.

### Commissions permanentes
Plusieurs commissions permanentes existent au sein de l’assemblée. Ces commissions traitent des thématiques spécifiques telles que les finances, la sécurité, le développement, l’éducation, et la santé. Elles permettent une analyse approfondie des dossiers avant leur soumission au vote en plénière.

## Rôles et missions
L'assemblée provinciale de la Mongala a pour mission principale de légiférer sur les compétences provinciales, de contrôler l’action de l’exécutif provincial et de représenter les populations de la province.
- Législation : L’assemblée élabore et adopte des édits provinciaux pour réguler divers aspects de la vie économique, sociale et culturelle de la province[10],[11].
- Contrôle : Elle surveille la gestion du gouvernement provincial, vérifiant notamment la mise en œuvre du budget et des politiques publiques[12],[13],[14].
- Représentation : Les députés provinciaux assurent la représentation des intérêts de leurs électeurs au sein de l’assemblée[15].

## Défis et enjeux
Malgré son importance, l'assemblée provinciale de la Mongala fait face à plusieurs défis, :
- Financement insuffisant : Les ressources budgétaires limitées affectent son fonctionnement et sa capacité à mener à bien ses missions.
- Capacités institutionnelles : La formation des membres et le renforcement des capacités administratives restent des priorités.
- Relations avec l'exécutif provincial : Des tensions entre l’assemblée et le gouvernement provincial peuvent parfois entraver le processus de gouvernance.
- Proximé avec les citoyens : L’amélioration de la communication et de la transparence envers la population constitue un enjeu majeur pour renforcer la confiance publique.

Malgré ces défis, l'assemblée provinciale de la Mongala reste un acteur clé de la démocratie et du développement local dans la province.